# エルゲラブ島

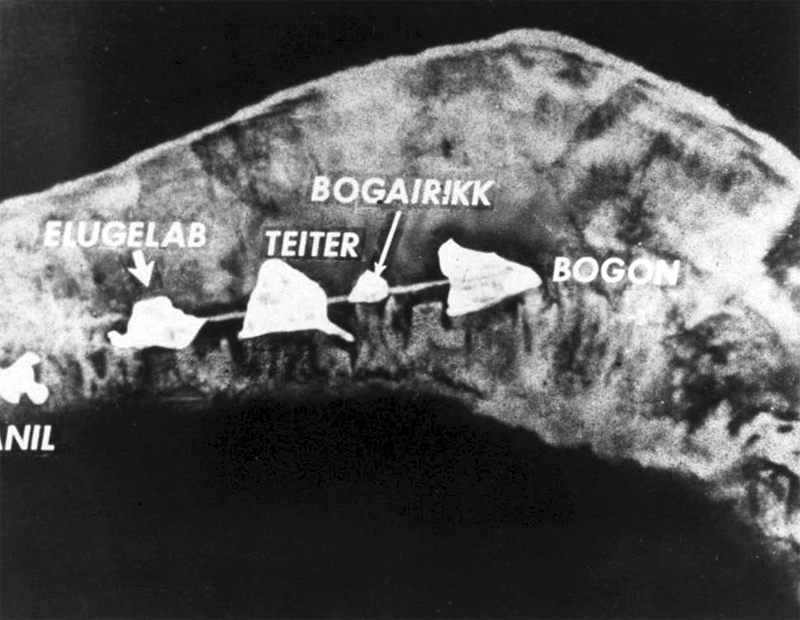
マイク実験前のエニウェトク環礁。左側にエルゲラブ島が存在している。

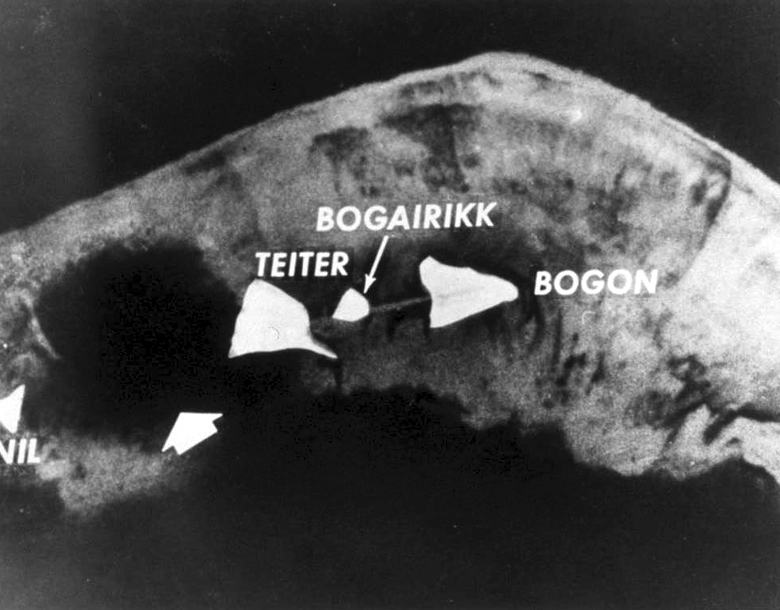
実験後のエニウェトク環礁。エルゲラブ島は消滅し、クレーターが残った。

エルゲラブ島(Elugelab island)は、マーシャル諸島のエニウェトク環礁の島の一つである。エルゲラブ島は、1952年11月1日に行われた世界最初の水素爆弾の実験（アイビー作戦のマイク実験）によって破壊された。この水素爆弾は、10.4メガトン以上の爆発（広島型原子爆弾の750倍 ）だった。